# Gustaf Tamm (politiker)
Carl Gustaf Ludvig Hugosson Tamm, född 12 september 1876 i Forsmarks församling, Stockholms län, död 2 februari 1962 i Västerleds församling, Stockholms stad, var en svensk jägmästare och politiker (högern). Han var son till brukspatronen och politikern Hugo Tamm och far till diplomaten Hugo Tamm.
Tamm blev jägmästare 1899 och skogschef vid Fagersta bruk 1909. Han var statsrevisor 1937–1939. Han var ledamot av första kammaren från 1929, invald i Södermanlands läns och Västmanlands läns valkrets. Åren 1928–1943 ordförande för Föreningen Jägmästare i Enskild Tjänst .